# Max Herget
Max Herget, též Maxmilián Herget (8. září 1823 Praha – 29. března 1893 Praha), byl rakouský a český podnikatel v průmyslu stavebních hmot a politik německé národnosti, v 2. polovině 19. století poslanec Českého zemského sněmu.

## Biografie
Pocházel z tradiční pražské podnikatelské rodiny. Jeho děd Franz Anton Leonard Herget založil Hergetovu cihelnu na Malé Straně. Roku 1787 podnikání v cihlářském průmyslu prodal, ale roku 1816 se noví majitelé Hergetovy cihelny opět propojili s rodem Hergetů, když se dcera jednoho z nich prodala za Antonína Hergeta, který vlastnil cihelny na Smíchově.
Max Herget studoval na právnické fakultě, ale později přešel na zemědělskou školu v Hohenheimu. Potom se dal na podnikání. Vedl společně s bratrem Adolphem rodinný podnik. Po smrti bratra v roce 1861 se stal jediným vlastníkem. Šlo o cementárnu v Hlubočepích a parní cihelnu v Bubenči. Do pražského podnikatelského světa vstoupil ještě výrazněji v 70. letech 19. století, kdy po otřesu způsobeném hospodářskou krizí roku 1873 odkoupil jako dosavadní hlavní akcionář cementárnu v Radotíně, kterou pak dále rozšiřoval (vyvážel do celých Čech, na Moravu a do Uher). Kromě toho mu patřily cihelny na Smíchově, v Bubenči a Dejvicích. Postupným přikupováním pozemků se mu podařilo získat do svého majetku i celý vápencový vrch Barrandov. V rodinné tradici posléze pokračoval Maxův syn Antonín.
Do roku 1863 zasedal v pražském obecním zastupitelstvu. V 70. letech 19. století se zapojil i do zemské politiky. Ve volbách v roce 1878 byl zvolen na Český zemský sněm za městskou kurii (obvod Praha-Malá Strana). Uvádí se tehdy jako člen takzvané Ústavní strany (liberálně a centralisticky orientovaná platforma, odmítající autonomistické aspirace neněmeckých národností).
Byl mu udělen Zlatý záslužný kříž. Zemřel v březnu 1893 na zápal plic a byl pohřben v rodinné hrobce na Hlubočepském hřbitově.